# Paul-Henri Michel
Paul-Henri Michel (Amiens, 25 aprile 1894 – 20 aprile 1964) è stato uno storico della filosofia francese.
Prima di partecipare alla prima guerra mondiale studia tedesco e italiano alla Sorbona. Dopo la guerra favorisce la diffusione in Francia di importanti autori italiani come Giovanni Papini e Alberto Moravia. Fuori dalla Francia è ricordato soprattutto per i suoi studi sulla cosmologia del Rinascimento e in particolare di Giordano Bruno. Muore all'età di settant'anni nel 1964.